# 中央·總武緩行線
- 關於中央本线三鹰站和高尾站之间的区间以及其普通列车（作为快速列车看待，包括直通青梅线的列车），請見「中央線快速」。
- 關於名古屋地区（JR东海管辖的区域）的中央本线的区间以及其各站停车列车（普通列车），請見「中央線 (名古屋地区)」。
- 關於上述以外的中央本线区间，請見「中央本線」。
- 關於總武本線的快速列車服務，請見「橫須賀·總武快速線」。
- 關於千叶站以东的区间以及其各站停车列车（普通列车），請見「总武本线」。

中央·總武緩行線（日语：／ Chūō-Sōbu Kankō sen */?）是東日本旅客鐵道（JR東日本）的通勤列車運行系統之一，由千葉縣千葉市中央區千葉站開始，經東京都千代田區御茶之水站，至東京都三鷹市三鷹站為止。路線的正式編制上，千葉站－御茶之水站間屬於總武本線，御茶之水－三鷹站間屬於中央本線。全線橫貫東京都心，是東京首都圈重要的通勤鐵路路線。車站編號使用的路線記號為JB。
如下所述，由于该运行系统的上下行表述方式会在錦糸町站以东和以西变换，因此本文中会使用 "东行 "和 "西行 "来描述方向，车站名称和列车（由于该线路仅由电车运行，因此以下简称为 "电车"）行驶的区间名称，除另有说明外，均根据 JTB 发布的时刻表进行描述，顺序基本为千叶站、御茶之水站、三鹰站等。

## 概要
该线路是一条东西向的通勤和通学路线，穿过东京市中心，向东至千叶县首府千叶市，途经千叶县西部数个城市（这些城市是东京的睡城），向西则止於东京多摩地区东部的三鹰市。行驶的列车车身和给乘客提供的信息引导使用的线路颜色为黄色（■，国铁黄1号），因此在东京近郊也被称为 "黄色的电车 "或 "黄色列车"。
该线路由的总武本线（千叶站至锦系町站）的复复线区间的缓行线、锦丝町站至御茶之水站的总武本线（支线）的复线区间，以及中央本线（御茶之水站至三鹰站）的复复线区间的缓行线组成。请注意，代代木站至新宿站之间的中央本线路段，其正式上实际是属于山手线的 。另外，在两个复复线区间，与总武快速线和中央本线的快速线（中央快速线列车行驶的轨道）并行。除御茶之水站附近为方向复复线，其他区间的轨道均为线路复复线，相互独立运行，不考虑连接（指与中央快速线并行路段）。该线路还会与东京地铁东西线直通运行，东西线列车会行驶于本线的中野站和三鹰站之间，以及津田沼站和西船桥站之间。
锦系町站至御茶之水站之间的线路是一条独立线路（总武本线的支线），在乘客使用和列车运行方面都发挥着连接总武快速线和中央本线快速线的联络线的作用。此外，千叶方向来往新宿、八王子和甲府方向的一些直通特急列车也会使用该线路。
在东京市中心，除了银座线和副都心线之外，其他11个地铁线路都可以与本线直接换乘，在JR系統中僅次於可轉乘全數13條路線的山手線。此外，还可以换乘许多主要私营铁路线，包括新京成线、东武野田线（东武都市公园线）、筑波快线、西武新宿线和京王井之头线。
千叶站至三鹰站之间的整个区间都在电车特定区间内，秋叶原站至新宿站之间的区间也在东京山手线内，因此票价比区间外便宜。

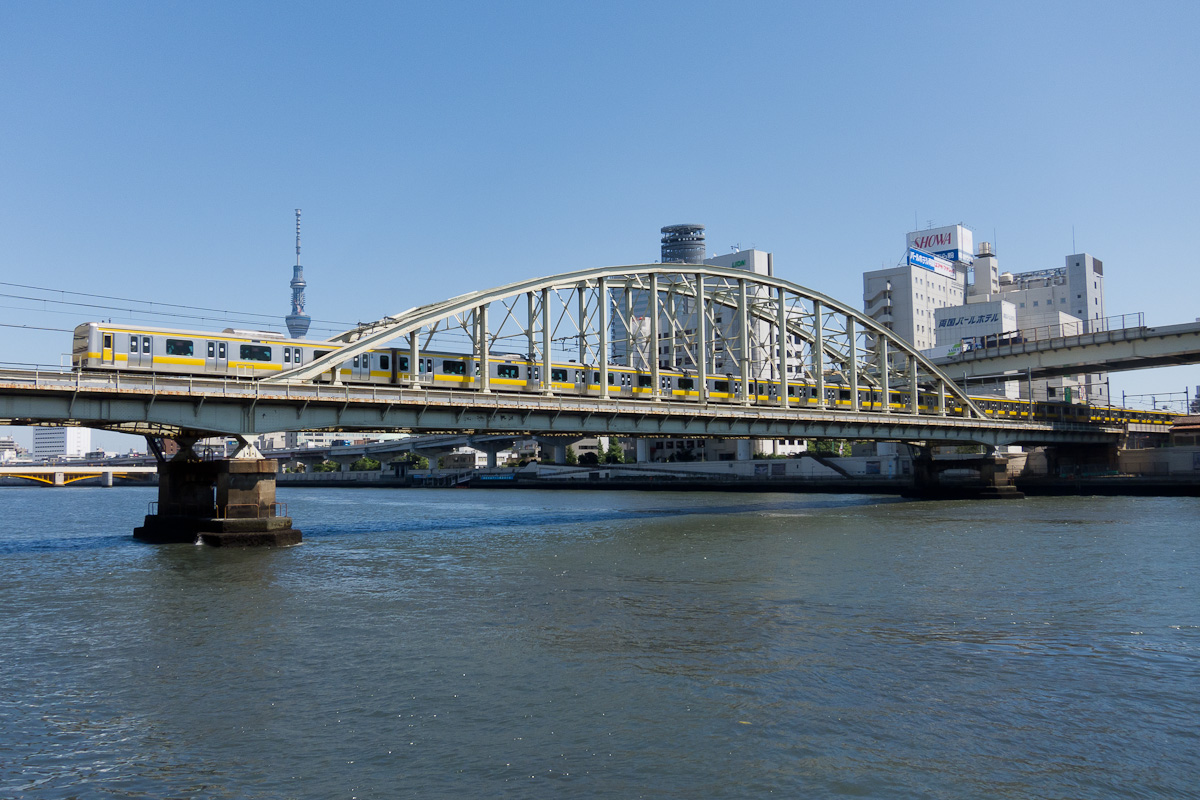
列車行經淺草橋站 - 兩國站間的隅田川橋梁（日语：隅田川橋梁 (総武本線)）。攝於2011年8月。
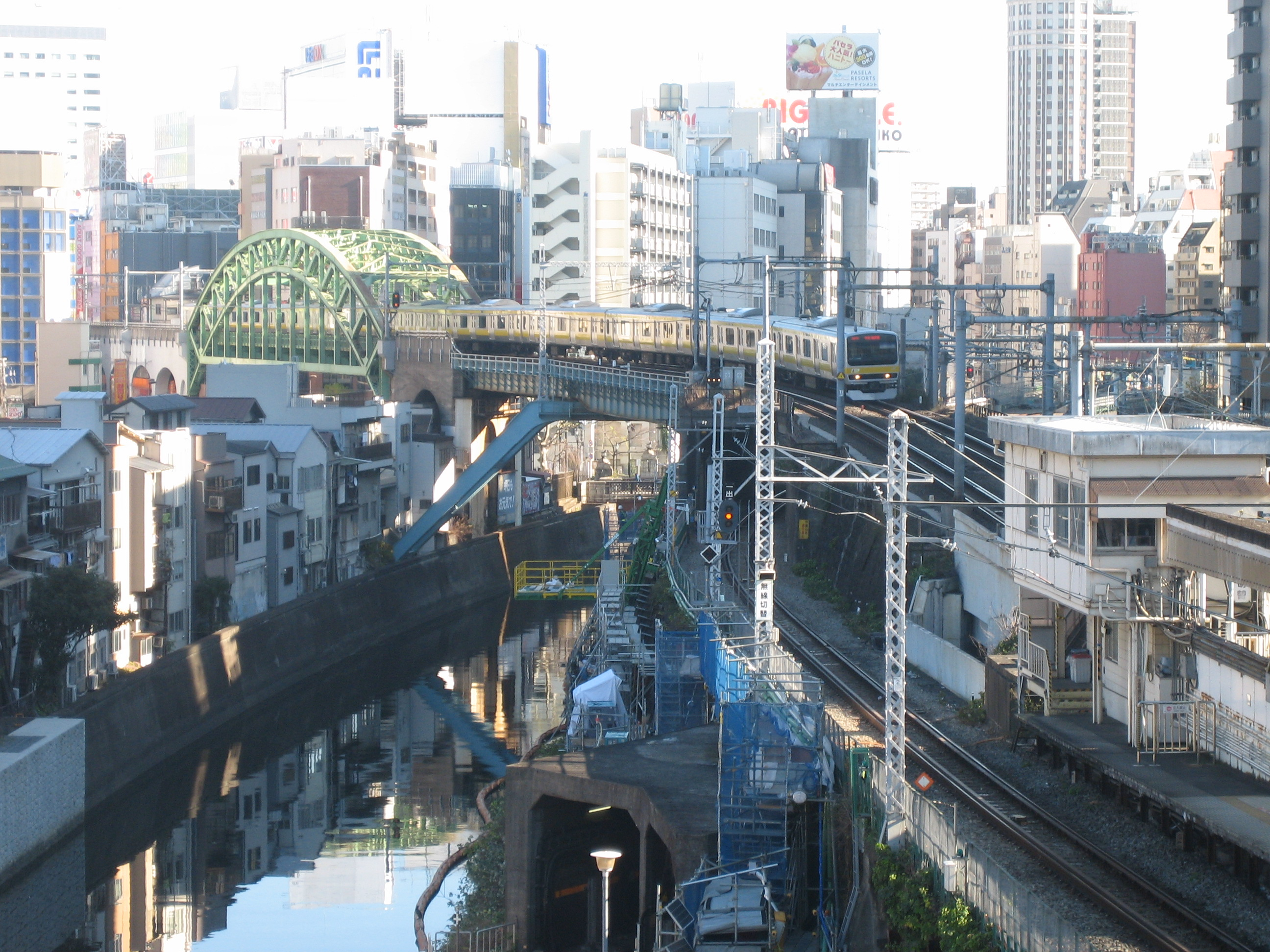
列車行經秋葉原電氣街及神田川的高架路段（松住町架道橋、神田川橋梁（日语：神田川橋梁 (総武本線)））。攝於2014年12月19日。
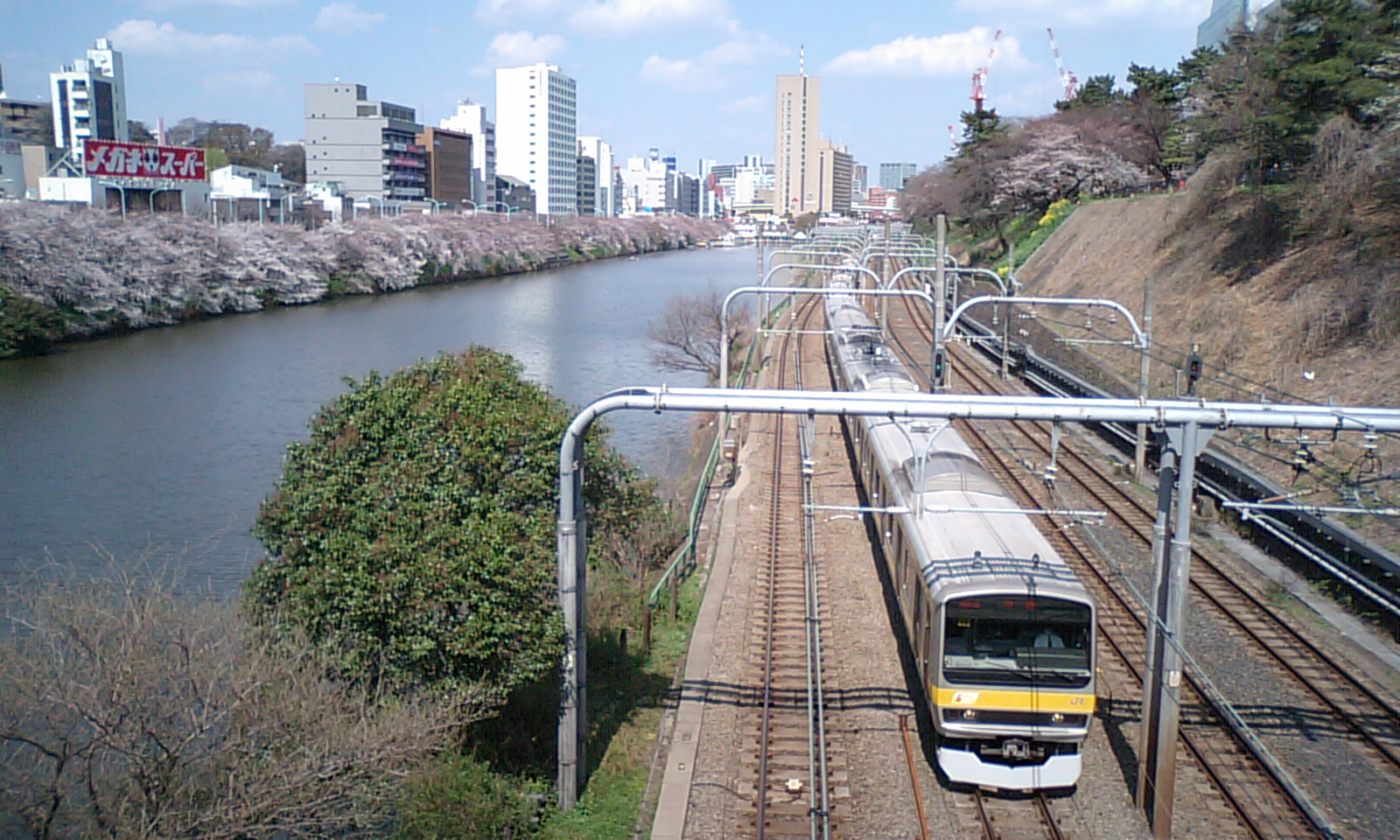
列車行經中央本線的複複線區間（市谷站 - 飯田橋站間）。左側2線為緩行線，右側2線為急行線（中央線快速）。攝於2008年3月27日。
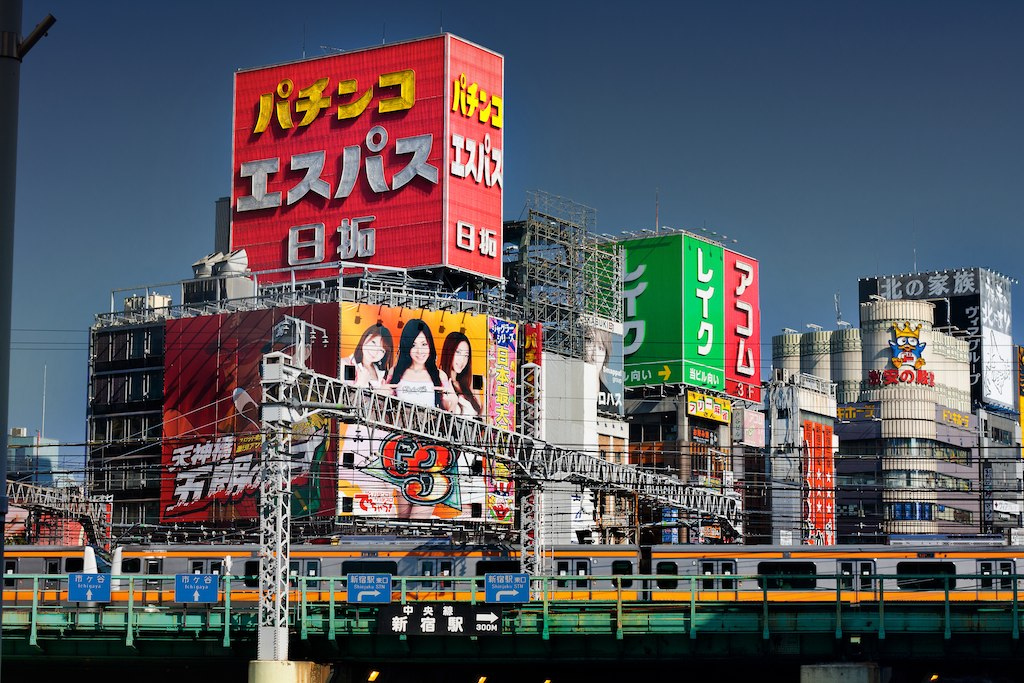
列車行經新宿大高架橋（日语：新宿大ガード）。攝於2011年2月22日。

### 路線資料
以千葉站－三鷹站間的緩行線為準。
- 管轄（事業類別）：東日本旅客鐵道（第一種鐵道事業者）
- 路段（營業距離）：千葉站－三鷹站間 60.2公里
  - 千葉站－御茶之水站間（總武本線路段）：38.7公里
  - 御茶之水站－三鷹站間（中央本線路段）：21.5公里
- 各支社的管轄路段
  - 千葉站－淺草橋站間：千葉支社（日语：東日本旅客鉄道千葉支社）
  - 秋葉原站－西荻窪站間：東京支社（日语：東日本旅客鉄道東京支社）
  - 吉祥寺站－三鷹站間：八王子支社（日语：東日本旅客鉄道八王子支社）
- 軌距：1067毫米
- 站數：39個（包括起終點站）
- 複線路段：全線
- 電氣化路段：全線（直流電1500V）
- 閉塞方式：（複線）自動閉塞式
- 保安裝置：ATS-P
  - 附帶ATS-SN，但不具備ATS-P列車不可運行。
- 最高速度：95公里/小時
- 運轉指令所（日语：運転指令所）：東京綜合指令室
- 列車運行管理系統（日语：列車運行管理システム）：東京圈輸送管理系統（ATOS）
- 车辆基地：三鹰车辆中心（三鹰站）
- 大都市近郊区间：全线（东京近郊区间）
- IC卡乘车区间：全线（Suica首都圈区域）

## 关于方向（"东行 "和 "西行"）和路段表示
至于正式路线的上下行，中央本线一侧的起点站是神田站，从神田站前往三鹰站的方向是下行，因此从御茶之水站前往三鹰站的方向是下行，反之则是上行。总武本线方面，总武本线的起点站于 1972 年 7 月 15 日从御茶之水站改为东京站，因此锦糸町站和御茶之水站之间的线路被视为从锦糸町站为起点的支线。因此，现在锦糸町站至御茶之水站之间的线路是一条支线，其中自锦糸町站至御茶之水站的方向是下行，反之亦然。 此外，在锦糸町站和千叶站之间，从锦糸町站到千叶站的方向是下行，反之则是上行。 因此，正式路线上的上下行方向，在锦糸町站的两侧完全相反 。
因此，在描述该系统的方向时，使用 "东行 "和 "西行"的表述来区分二者，其区段名称如下。
- "东行"：自中央本线开往总武本线（从三鹰站到千叶站）的列车（区间说明顺序为：三鹰站→中野站→御茶之水站→锦糸町站→津田沼站→千叶站）[5][註 8]。
- "西行"：自总武本线开往中央本线的列车（从千叶站至三鹰站）（区间标记顺序为：千叶站→津田沼站→锦糸町站→御茶之水站→中野站→三鹰站）[5][註 9]。

请注意，在总武本线和中央本线上运行的列车（这里指仅在其线路内行驶的列车）也有 "东行 "和 "西行 "之分（详情见后述）。不过，后述的地铁东西线直通列车没有这种标记，因为西船桥站和中野站之间的列车是通过同一条线路。

## 提供给旅客的引导
给旅客的引导信息没有统一标准，有 "中央・总武线"、"中央・总武线（各站停车）"、"中央・总武线各站停车"、"中央・总武各站停车"、"总武・中央线（各站停车）"、"总武线・中央线各站停车"、"中央线（各站停车）"、"总武线各站停车"、"总武线（各站停车）"这些不同的标记，各种标记均有使用 。
车站内指示牌方面，中央本线区间会标有 "中央・总武线（各站停车）"（例如御茶水站），但在总武本线区间，也有只标有 "总武线 "或 "总武线（各站停车）"的情况（例如西船桥站）。
同时，在中央本线区间，为了与东京地铁东西线的直通列车和中央线快速的列车区分开来，有时也会被简单表示为 "总武线"。
在沿线公司的广告中，有 "从总武线饭田桥站步行 10 分钟 "或 "从总武线东中野站乘坐巴士 7 分钟 "等描述[注释 13]，也有换乘信息网站将千叶站至三鹰站之间的整条线路视为总武线的例子。此外，还有将沿线铁路高架桥标记为 "中央总武缓行线 "的情况。

## 運行形態
本节介绍自 2021 年 3 月 13 日起的运行形态。
在总武本线上，电车在千叶站、幕张站（仅限平日）、津田沼站和西船桥站始发或终到；在中央本线上，电车会在御茶之水站、中野站和三鹰站始发。 如上所述，从三鹰站和中野站前往御茶之水站、津田沼站和千叶站的方向的为 "东行"，而从千叶站、津田沼站和御茶水站前往中野站和三鹰站的方向称为 "西行"。 此外，仅在总武本线和中央本线内运行的早上和深夜的列车中，从总武本线的千叶站开往津田沼站方面的列车称为 "西行"，从御茶之水站开往千叶站的列车称为 "东行"；从中央本线的御茶之水站开往三鹰站的列车称为 "西行"，从三鹰站开往御茶之水站的列车称为 "东行"。 在中央本线上，从御茶之水站（Ochanomizu Station）开往三鹰站方向的列车被称为 "西行 "列车，而从三鹰站开往御茶之水站方向的列车被称为 "东行 "列车（时刻表详情见下文）。
在总武本线区间内，列车不会经过马喰町站、新日本桥站和东京站，必须前往锦丝町站，然后从该站乘坐快速列车才可到达；要前往西千叶站和龟户站之间的快速列车通过不停车的车站，也必须在途中的快速列车停车站换乘。
另一方面，在中央本线内，该线的列车无法到达神田站、东京站和中野站以西的路段，要在途中的快速电车站换乘本线的列车才能到达。

### 中央・总武线（各站停车）
中央本线缓行线和总武本线缓行线（本节以下简称 "中央・总武线"）以御茶之水站为中心直通运行。
早晚高峰时段约 2 至 3 分钟一班，白天时段约 5 分钟一班。 不过，千叶站 - 津田沼站之间以及中野站 - 三鹰站之间的车站的班次间隔时间会较长。 另外，中野站和三鹰站之间,白天时段的列车运行间隔在平日和周末及节假日会有所不同，平日为每小时 8 班，周末及节假日为每小时 12 班（包括 4 班与地铁东西线直通的列车）。 这是因为周末和节假日的中央线快速的列车会通过高圆寺站、阿佐谷站和西荻窪站。 平日的白天，每小时有 9 班中央线快速列车在中野站和三鹰站之间的各站停车，因此该区段每小时共有 17 班列车停靠。
平日，主要是白天时段，中央・总武线来往直通地铁东西线（往返于三鹰站）的列车在中野站换乘（主要是两列连续的中央・总武线列车到达/离开中野站的时间）。平日早晚高峰时段，在津田沼站和西船桥站之间也有直通地铁东西线的列车运行，部分列车在西船桥站就会折返。在某些情况下，正常时刻表中的中野站和西船桥站之间会有预留 2-3 分钟的换乘时间供乘客进行接续列车的换乘，但即使在延误的情况下，两站的接续一般也不会被考虑在内。
周六、周日和节假日（以新宿站19:00 以后西行的列车为基准），除一趟往返列车外，其他列车均不在中野站折返，而是进入中野站附近的中野电车区回库，或在三鹰站进行始发或终到。需要注意的是，该时段除了西行和东行各一班列车外，没有前往三鹰站的东西线直通列车。
在御茶之水站，列车可与中央线快速系统的列车面对面换乘，但两者的班次可能无法接续。另一方面，总武缓行线的列车不能与总武快速线的列车面对面换乘，时刻表也没有考虑在支线车站锦丝町站的缓急接续。
过去，主要在平日的早高峰时段，自千叶方向开来的少数列车会在饭田桥站折返。但是，现在市谷附近的折返线已被拆除，因此无法进行列车折返。
周六和节假日上午会有一班从幕张站出发的西行列车。此外，从 2020年3月时刻表修订开始，平日晚上也有在幕张站进行折返的列车，但在 2022年03月12 的时刻表修订中停止运营。
在很多情况下，若两条或两条以上的线路有相互连接的直通列车班次，但运行因原有中断时，这些列车就会被取消（例如，本线和地铁东西线、横须贺线和总武快速线、东海道线和宇都宫线/高崎线、中央线和青梅线、埼京线和临海线/川越线），但中央・总武线很少出现这种情况。这是因为在交界处的御茶之水站没有足够的折返设备，但在邻近的水道桥站设置了供列车折返的设施。当中央・总武线在御茶之水站和中野站之间的运行中断时，就会使用该折返设施。同样，如果时刻表受到严重干扰，列车可能会在幕张站中断行车并折返。

#### 清晨、深夜和临时时刻表运行
西行的首班车是御茶之水始发开往三鹰的列车，早上东行的列车和深夜西行的列车为了顺便出入库于习志野运输区，会在千叶站和津田沼站进行始发或终到，早上西行和深夜东行的列车会在中野站和三鹰站始发终到；仅限平日，还设定有晚间于津田沼始发开往西船桥，东行的末班车还设定有三鹰始发开往御茶之水的区间车。所有这些列车都使用中央・总武线的专用车辆。
当中央本线快速线的轨道因大型施工（如近年来的新宿站立交桥更换工程）或年末年初的通宵运营而停运时，中央・总武线和中央线各站停车列车（东京站-高尾站-青梅站）可能会在中央本线的缓行线上交替运行。
在年底和新年的通宵运行期间，原本定期时刻表中在御茶之水终到并在水道桥站留置过夜的电车。会临时开行东行列车，自水道桥前往千叶，在千叶站、中野站和武藏小金井站之间运行的列车使用武藏小金井站北侧的丰田车辆中心武藏小金井派出所或中野电车区的列车。同时，在东京站和高尾站之间运行的中央线各站停车列车也将与中央・总武线交替运行（例如，中央线西行至三鹰的末班车将开往高尾，或东行至中野的末班车将开往东京）。
在 2020 年 3 月 14 日的时刻表修订中，因为计划在今后引进月台门，因此在清晨和深夜时段，中央线快速列车在御茶之水站和三鹰站之间会通过缓行线运行，且东京始发的各站停车列车停止运行。因此，该时间段，总武本线千叶站和御茶之水站之间的折返运行，以及中央・总武线电车在御茶之水站的折返均停止，开始全天在千叶站 - 御茶之水站 - 三鹰站之间全区间直通运行，越过三鹰站而前往武藏小金井和立川的列车也废止了。

### 东京地铁东西线直通列车
在本节中，JR线与东京地铁东西线直通的列车（包括与东叶高速铁道东叶高速线直通的列车）的区段记号为三鹰站・中野站（东西线和东叶高速线）→ 西船桥站・津田沼站；而与东西线直通并驶入中央本线或总武本线内的列车，到达中野站后，因此使用 "西行"标记；到达西船桥站之后，使用 "东行 "标记。
中央本线和总武本线与东京地铁东西线互相直通的列车，中央本线一侧的运行区间自中野站到三鹰站，总武本线一侧的运行区间自西船桥站至津田沼站。中央本线一侧有不到一半的列车在除清晨和深夜以外的所有时间段与东西线直通运行，而总武本线一侧仅在工作日的早上和傍晚与东西线直通运行。
平日，JR线与东西线之间的直通列车大多在三鹰站、东阳町站、妙典站、西船桥站、中野站和津田沼站始发和到达，但早上有一班从浦安站开往三鹰站的列车。仅在早晨和傍晚，也有经由东西线往返于三鹰站和津田沼站的列车，这是经由东西线直通往返于两条线路之间的最长的区间列车。周末和节假日，只有三鹰站和西船桥站有列车始发和终到。
东西线也与东叶高速线直通运行，但由于安保装置ATS-P 和列车无线电的兼容性问题，东叶高速铁路的列车和JR东日本的列车都不能驶入东西线。
因此，平日清晨从八千代绿丘站开往三鹰站的列车，以及主要在早晨和傍晚在三鹰站 - 东叶胜田台站的间直通的许多列车，都是使用东京地铁的列车。不过，在周末和节假日，往返三鹰站和东叶胜田台站的列车数量会比平日大幅减少。需要注意的是，与东叶高速线直通的东西线快速列车，白天时段全部在中野站折返，只有在早晨和傍晚，才运行往返于三鹰站和东叶胜田台站的东西线快速列车（以及仅限平日从东叶胜田台开往三鹰站的通勤快速列车）。2017年3月4日修改了时刻表，设置了从三鹰到八千代绿丘站的各站停车列车；2021年3月13日的情况，从三鹰始发直通东叶高速线的所有列车都会开往东叶胜田台。
此外，在东西线内快速运行的列车（包括通勤快速列车和 2014 年 3 月 15 日时刻表修订后取消的东叶快速）也在 JR 线的高圆寺站 - 三鹰站区间和西船桥站 - 津田沼站区间以 "快速 "或 "通勤快速 "的字样标记，但不在中央本线快速线或总武快速线的轨道上运行，而是在中央・总武缓行线的轨道上运行，在中央本线和总武本线内各站停车。经由东西线往返于三鹰站和津田沼站的上述列车中，有一部分作为 "快速 "或 "通勤快速 "列车运行（"通勤快速 "列车仅在津田沼站发车）。

### 运行区间与班次频率
本区间的区间和车站名称的表述顺序与 "东行" 方向相同。
列车分为两类：在三鹰站和千叶站之间直通运行的列车，以及在中野站、御茶之水站、西船桥站、津田沼站和幕张站等中途站始发和终到的列车。
在 2020 年 3 月 14 日时刻表修订之前，从御茶之水站还可直达神田站和东京站，从三鹰站可直达武藏小金井站和立川站。
| 种类＼车站       | 种类＼车站 | 三鹰    | …       | 中野 | 中野    | …       | 津田沼  | 津田沼  | …       | 千叶    |
| ---------------- | ---------- | ------- | ------- | ---- | ------- | ------- | ------- | ------- | ------- | ------- |
| 中央・总武緩行线 | 各站停車   | 2班     | 2班     | 2班  | 2班     | 2班     | 2班     | 2班     | 2班     | 2班     |
| 中央・总武緩行线 | 各站停車   | 2班     |         |      |         |         |         |         |         |         |
| 中央・总武緩行线 | 各站停車   |         | 3 - 4班 |      |         |         |         |         |         |         |
| 中央・总武緩行线 | 各站停車   | 3 - 4班 |         |      |         |         |         |         |         |         |
| 东西线直通       | 各站停車   | 4班     | 4班     | 4班  | →西船桥 | →西船桥 | →西船桥 | →西船桥 | →西船桥 | →西船桥 |

| 种类＼车站       | 种类＼车站 | 三鹰 | …   | 中野 | 中野    | …       | 津田沼  | 津田沼  | …       | 千叶    |
| ---------------- | ---------- | ---- | --- | ---- | ------- | ------- | ------- | ------- | ------- | ------- |
| 中央・总武緩行线 | 各站停车   | 4班  | 4班 | 4班  | 4班     | 4班     | 4班     | 4班     | 4班     | 4班     |
| 中央・总武緩行线 | 各站停车   | 4班  |     |      |         |         |         |         |         |         |
| 中央・总武緩行线 | 各站停车   |      | 2班 |      |         |         |         |         |         |         |
| 中央・总武緩行线 | 各站停车   | 2班  |     |      |         |         |         |         |         |         |
| 东西线直通       | 各站停车   | 4班  | 4班 | 4班  | →西船桥 | →西船桥 | →西船桥 | →西船桥 | →西船桥 | →西船桥 |

## 沿革
1923年（大正12年）的關東大地震前的總武本線，起點為兩國橋站（現在的兩國站）。同時，計劃設立中央本線，並把兩國站～御茶之水站間的高架路線，以及御茶之水站～中野站間的軌道增至複線，前者在1932年（昭和7年）完成，後者在1933年（昭和8年）完成。
根據首都圈5方面通勤輸送改善作戰的計劃，兩國站～御茶之水站的高架線與御茶之水站～中野站的複線，將於線外兩側各增設一線，是為「雙複線化」。中央本線的中野站至荻窪站區間的雙複線化於1966年（昭和41年）完成，1969年（昭和44年）荻窪站至三鷹站區的雙複線化完成，中央·總武線的運行範圍由中野站延長至三鷹，奠定現在三鷹站～千葉站間的中央·總武線的基礎。1963年（昭和38年）山手線投入新製的103系列車後，原來使用的101系列車轉屬中央·總武緩行線，1969年（昭和44年），本線全線車輛轉為101系。
1972年（昭和47年）7月15日，總武本線側的東京站的「總武地下月台」啟用，總武線快速列車由錦糸町站延長行駛至東京站，並和錦糸町站至津田沼站間的中央·總武緩行線分離行駛，同時廢止每小時1～2班於中野站發着的總武線快速列車。不過，津田沼站至千葉站的複線，仍由各站停車與快速列車共用。1981年（昭和56年），津田沼站與千葉站的雙複線化完成，中央·總武緩行線與總武線快速列車分離行駛，並一直沿用至今。1982年（昭和57年），101系列車退役，由201系列車取代。
1990年代末期，103系列車故障頻生，急速老化的列車受人批評。有見及此，E231系0番台列車由2000年（平成12年）起導入，並於短期內完成撤換所有103系列車。同時，本線使用的201系和205系列車亦出現老化的問題，由209系500番台列車及E231系列車取代，被汰換的201系及205系列車則向其他各線轉出。
2006年11月20日，開始在本線列車上增設女性專用車廂。

## 車站列表
圖例
- 特定都區市內制度適用車站 … ：東京山手線內、：東京都區部境內
- 停靠車站
  - 各站停車班次均停表內所有車站。
  - 直通東西線的班次只停津田沼－西船橋段（限平日早晚班次）及中野－三鷹段的所有車站。
  - 於平行路段運行的快速線列車，其車站列表請參閱「總武本線」及「中央線快速」條目。
  - 途徑錦糸町－御茶之水段的特急列車請參閱各特急列車條目。
- 以下車站列表以從東向西順序排列。

| 正式路線名     | 車站編號       | 中文站名 | 日文站名 | 英文站名 | 站間營業距離 | 累計營業距離 | 累計營業距離  | 接續路線 | 所在地 | 所在地          |
| -------------- | -------------- | -------- | -------- | -------- | ------------ | ------------ | ------------- | --- | ------ | --------------- |
| 總武本線       |                | 千葉     |          |          | -            | 千葉起計 0.0 | 東京起計 39.2 | 東日本旅客鐵道：內房線、外房線、 橫須賀·總武快速線、總武本線（成東、銚子方向，JO28）、成田線 千葉都市單軌電車：1號線、2號線 京成電鐵： 千葉線 ⇒京成千葉（KS59） | 千葉縣 | 千葉市 中央區   |
| 總武本線       |                | 西千葉   |          |          | 1.4          | 1.4          | 37.8          | | 千葉縣 | 千葉市 中央區   |
| 總武本線       |                | 稻毛     |          |          | 1.9          | 3.3          | 35.9          | 東日本旅客鐵道： 橫須賀·總武快速線（JO27） 京成電鐵： 千葉線 ⇒京成稻毛（KS55） | 千葉縣 | 千葉市 稻毛區   |
| 總武本線       |                | 新檢見川 |          |          | 2.7          | 6.0          | 33.2          | 京成電鐵： 千葉線 ⇒檢見川（KS54） | 千葉縣 | 千葉市 花見川區 |
| 總武本線       |                | 幕張     |          |          | 1.6          | 7.6          | 31.6          | 京成電鐵： 千葉線 ⇒京成幕張（KS53） | 千葉縣 | 千葉市 花見川區 |
| 總武本線       |                | 幕張本鄉 |          |          | 2.0          | 9.6          | 29.6          | 京成電鐵： 千葉線 ⇒京成幕張本鄉（KS52） | 千葉縣 | 千葉市 花見川區 |
| 總武本線       |                | 津田沼   |          |          | 2.9          | 12.5         | 26.7          | 東日本旅客鐵道： 橫須賀·總武快速線（JO26） 京成電鐵： 松戶線 ⇒新津田沼（SL23） | 千葉縣 | 習志野市        |
| 總武本線       |                | 東船橋   |          |          | 1.7          | 14.2         | 25.0          | | 千葉縣 | 船橋市          |
| 總武本線       |                | 船橋     |          |          | 1.8          | 16.0         | 23.2          | 東日本旅客鐵道： 橫須賀·總武快速線（JO25） 東武鐵道： 野田線（東武都市公園線）（TD-35） 京成電鐵： 本線 ⇒京成船橋（KS22） | 千葉縣 | 船橋市          |
| 總武本線       |                | 西船橋   |          |          | 2.6          | 18.6         | 20.6          | 東日本旅客鐵道： 武藏野線（JM10）、 京葉線 東葉高速鐵道： 東葉高速線（TR 01） 東京地下鐵： 東西線（直通運行）（T-23） 京成電鐵： 本線 ⇒京成西船（KS20） | 千葉縣 | 船橋市          |
| 總武本線       |                | 下總中山 |          |          | 1.6          | 20.2         | 19.0          | 京成電鐵： 本線 ⇒京成中山（KS18） | 千葉縣 | 船橋市          |
| 總武本線       |                | 本八幡   |          |          | 1.6          | 21.8         | 17.4          | 都營地下鐵： 新宿線（S-21） 京成電鐵： 本線 ⇒京成八幡（KS16） | 千葉縣 | 市川市          |
| 總武本線       |                | 市川     |          |          | 2.0          | 23.8         | 15.4          | 東日本旅客鐵道： 橫須賀·總武快速線（JO24） 京成電鐵： 本線 ⇒市川真間（KS14） | 千葉縣 | 市川市          |
| 總武本線       |                | 小岩     |          |          | 2.6          | 26.4         | 12.8          | | 東京都 | 江戶川區        |
| 總武本線       |                | 新小岩   |          |          | 2.8          | 29.2         | 10.0          | 東日本旅客鐵道： 橫須賀·總武快速線（JO23） | 東京都 | 葛飾區          |
| 總武本線       |                | 平井     |          |          | 1.8          | 31.0         | 8.2           | | 東京都 | 江戶川區        |
| 總武本線       |                | 龜戶     |          |          | 1.9          | 32.9         | 6.3           | 東武鐵道： 龜戶線（TS-44） | 東京都 | 江東區          |
| 總武本線       |                | 錦糸町   |          |          | 1.5          | 34.4         | 4.8           | 東日本旅客鐵道： 橫須賀·總武快速線（東京、品川、武藏小杉、橫濱、鎌倉（橫須賀線）方向，JO22） 東京地下鐵： 半藏門線（Z-13） | 東京都 | 墨田區          |
| 總武本線∧支線∨ | 錦糸町起計 0.0 | 錦糸町   |          |          | 1.5          | 34.4         |               | 東日本旅客鐵道： 橫須賀·總武快速線（東京、品川、武藏小杉、橫濱、鎌倉（橫須賀線）方向，JO22） 東京地下鐵： 半藏門線（Z-13） | 東京都 | 墨田區          |
| 總武本線∧支線∨ |                | 兩國     |          |          | 1.5          | 35.9         | 1.5           | 都營地下鐵： 大江戶線（E-12） | 東京都 | 墨田區          |
| 總武本線∧支線∨ |                | 淺草橋   |          |          | 0.8          | 36.7         | 2.3           | 都營地下鐵： 淺草線 | 東京都 | 台東區          |
| 總武本線∧支線∨ |                | 秋葉原   |          |          | 1.1          | 37.8         | 3.4           | 東日本旅客鐵道： 山手線（JY03）、 京濱東北線（JK28） 東京地下鐵： 日比谷線（H-16） 首都圈新都市鐵道： 筑波快線（TX01） 都營地下鐵： 新宿線 ⇒岩本町（S-08） | 東京都 | 千代田區        |
| 總武本線∧支線∨ |                | 御茶之水 |          |          | 0.9          | 38.7         | 4.3           | 東日本旅客鐵道： 中央線（快速）（神田、東京方向，JC03 東京地下鐵： 丸之內線（M-20） 東京地下鐵： 千代田線 ⇒新御茶之水（C-12） | 東京都 | 千代田區        |
| 中央本線       | 東京起計 2.6   | 御茶之水 |          |          | 0.9          | 38.7         |               | 東日本旅客鐵道： 中央線（快速）（神田、東京方向，JC03 東京地下鐵： 丸之內線（M-20） 東京地下鐵： 千代田線 ⇒新御茶之水（C-12） | 東京都 | 千代田區        |
| 中央本線       |                | 水道橋   |          |          | 0.8          | 39.5         | 3.4           | 都營地下鐵： 三田線（I-11） | 東京都 | 千代田區        |
| 中央本線       |                | 飯田橋   |          |          | 0.9          | 40.4         | 4.3           | 東京地下鐵： 東西線（T-06）、 有樂町線（Y-13）、 南北線（N-10） 都營地下鐵： 大江戶線（E-06） | 東京都 | 千代田區        |
| 中央本線       |                | 市谷     |          |          | 1.5          | 41.9         | 5.8           | 東京地下鐵： 有樂町線（Y-14）、 南北線（N-09） 都營地下鐵： 新宿線（S-04） | 東京都 | 千代田區        |
| 中央本線       |                | 四谷     |          |          | 0.8          | 42.7         | 6.6           | 東日本旅客鐵道： 中央線（快速）（JC04） 東京地下鐵： 丸之內線（M-12）、 南北線（N-08） | 東京都 | 新宿區          |
| 中央本線       |                | 信濃町   |          |          | 1.3          | 44.0         | 7.9           | | 東京都 | 新宿區          |
| 中央本線       |                | 千駄谷   |          |          | 0.7          | 44.7         | 8.6           | 都營地下鐵： 大江戶線 ⇒國立競技場（E-25） | 東京都 | 澀谷區          |
| 中央本線       |                | 代代木   |          |          | 1.0          | 45.7         | 9.6           | 東日本旅客鐵道： 山手線（JY18） 都營地下鐵： 大江戶線（E-26） | 東京都 | 澀谷區          |
| 中央本線       |                | 新宿     |          |          | 0.7          | 46.4         | 10.3          | 東日本旅客鐵道： 中央線（快速）（JC05）、 山手線（JY17）、 埼京線（JA11）、 湘南新宿線（JS20） 京王電鐵： 京王線、 京王新線（KO01） 小田急電鐵： 小田原線（OH01） 東京地下鐵： 丸之內線（M-08） 都營地下鐵： 新宿線（S-01） 都營地下鐵： 大江戶線 ⇒新宿（E-27）、新宿西口（E-01） 西武鐵道： 新宿線 ⇒西武新宿（SS01） | 東京都 | 新宿區          |
| 中央本線       |                | 大久保   |          |          | 1.4          | 47.8         | 11.7          | | 東京都 | 新宿區          |
| 中央本線       |                | 東中野   |          |          | 1.1          | 48.9         | 12.8          | 都營地下鐵： 大江戶線（E-31） | 東京都 | 中野區          |
| 中央本線       |                | 中野     |          |          | 1.9          | 50.8         | 14.7          | 東日本旅客鐵道： 中央線（快速）（JC06） 東京地下鐵： 東西線（直通運行，T-01） | 東京都 | 中野區          |
| 中央本線       |                | 高圓寺   |          |          | 1.4          | 52.2         | 16.1          | 東日本旅客鐵道： 中央線（快速）（JC07）※只限平日 | 東京都 | 杉並區          |
| 中央本線       |                | 阿佐谷   |          |          | 1.2          | 53.4         | 17.3          | 東日本旅客鐵道： 中央線（快速）（JC08）※只限平日 | 東京都 | 杉並區          |
| 中央本線       |                | 荻窪     |          |          | 1.4          | 54.8         | 18.7          | 東日本旅客鐵道： 中央線（快速）（JC09） 東京地下鐵： 丸之內線（M-01） | 東京都 | 杉並區          |
| 中央本線       |                | 西荻窪   |          |          | 1.9          | 56.7         | 20.6          | 東日本旅客鐵道： 中央線（快速）（JC10）※只限平日 | 東京都 | 杉並區          |
| 中央本線       |                | 吉祥寺   |          |          | 1.9          | 58.6         | 22.5          | 東日本旅客鐵道： 中央線（快速）（JC11） 京王電鐵： 井之頭線（IN17） | 東京都 | 武藏野市        |
| 中央本線       |                | 三鷹     |          |          | 1.6          | 60.2         | 24.1          | 東日本旅客鐵道： 中央線（立川、八王子、高尾、青梅（青梅線）方向，JC12） | 東京都 | 三鷹市          |

1. ↑  正式所在地為習志野市，但車站構內一部分位於船橋市。
2. ↑  早上、深夜时段設有東京站到發在中央線各站停車列車運行。
3. ↑  正式所在地為三鷹市，但車站構內一部分位於武藏野市

## 使用車輛
本线所有使用的车辆都是电车，目前使用的所有车辆都是 10 节车厢编组的列车，每侧有四个车门。

### 中央·總武線各站停車
途经御茶之水站，于中央·总武线运行的车辆。 目前的列车主要涂有黄（■）色带，这也是线路的颜色。全部列車均配屬於三鷹車輛中心。
- E231系0番台：2000年3月13日－
  - 使用之初为为5号车与6门车连接，在更换 500 番台之前的2014 时，有 47 个编成在本线运行。2017 年 4 月 20 日，东急田园都市线的 6 门车结束运行后，该线是日本国内最后使用6门车的线区。2020 年 3 月 14 日，B80 和 B82 编成车辆停止使用，终止运行[19]。从那时起，所有列车都换成了四门车厢，动拖比也改为 6动4拖的形态，共有 B10、B11、B12、B14、B26 和 B27 6个编成的车辆在运行。
- E231系500番台：2014年 -[20]
  - 500番台共有 52 编成在使用，这些车辆是全部从山手线转移过来的，目前是该线路的主力列车。

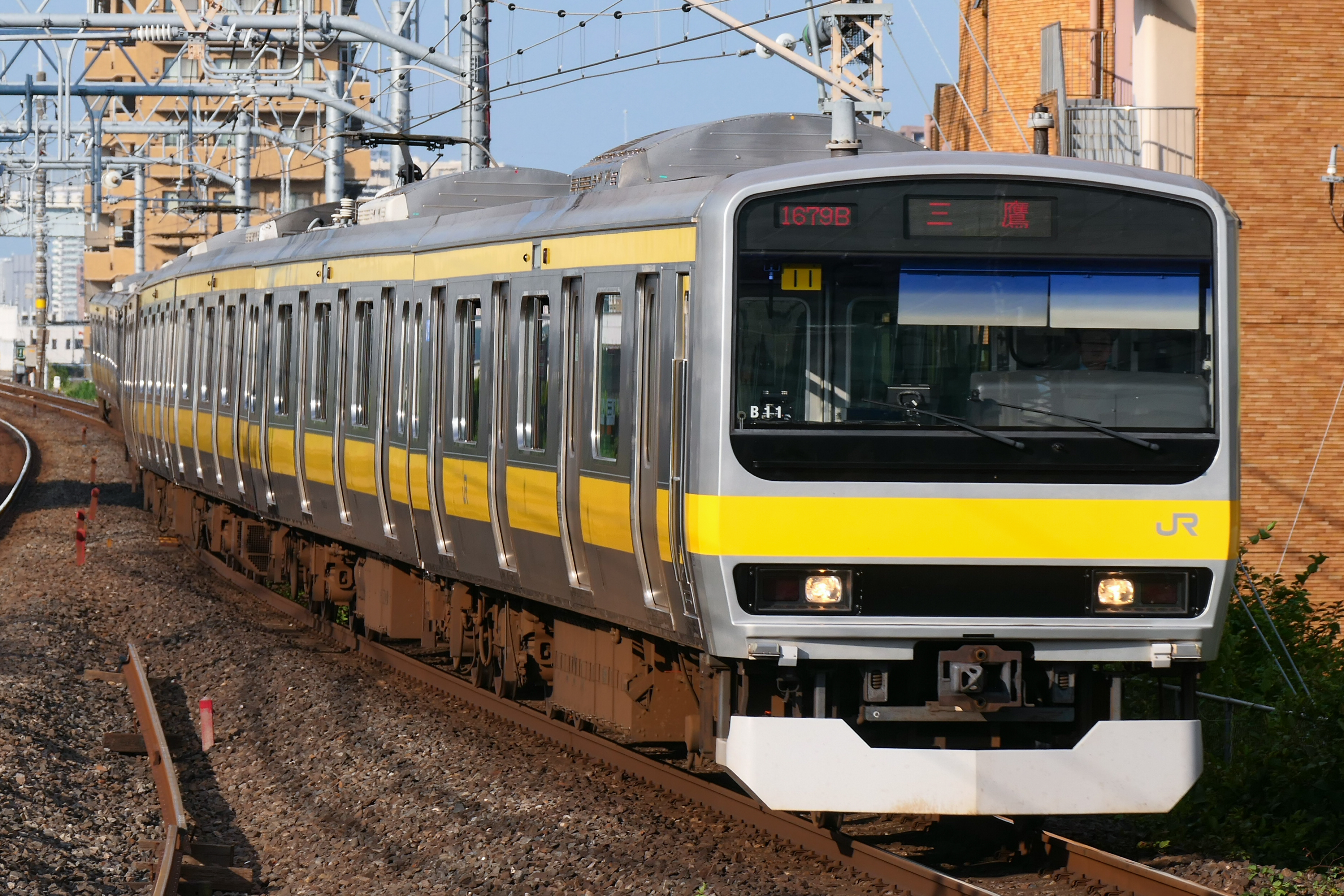
E231系0番台
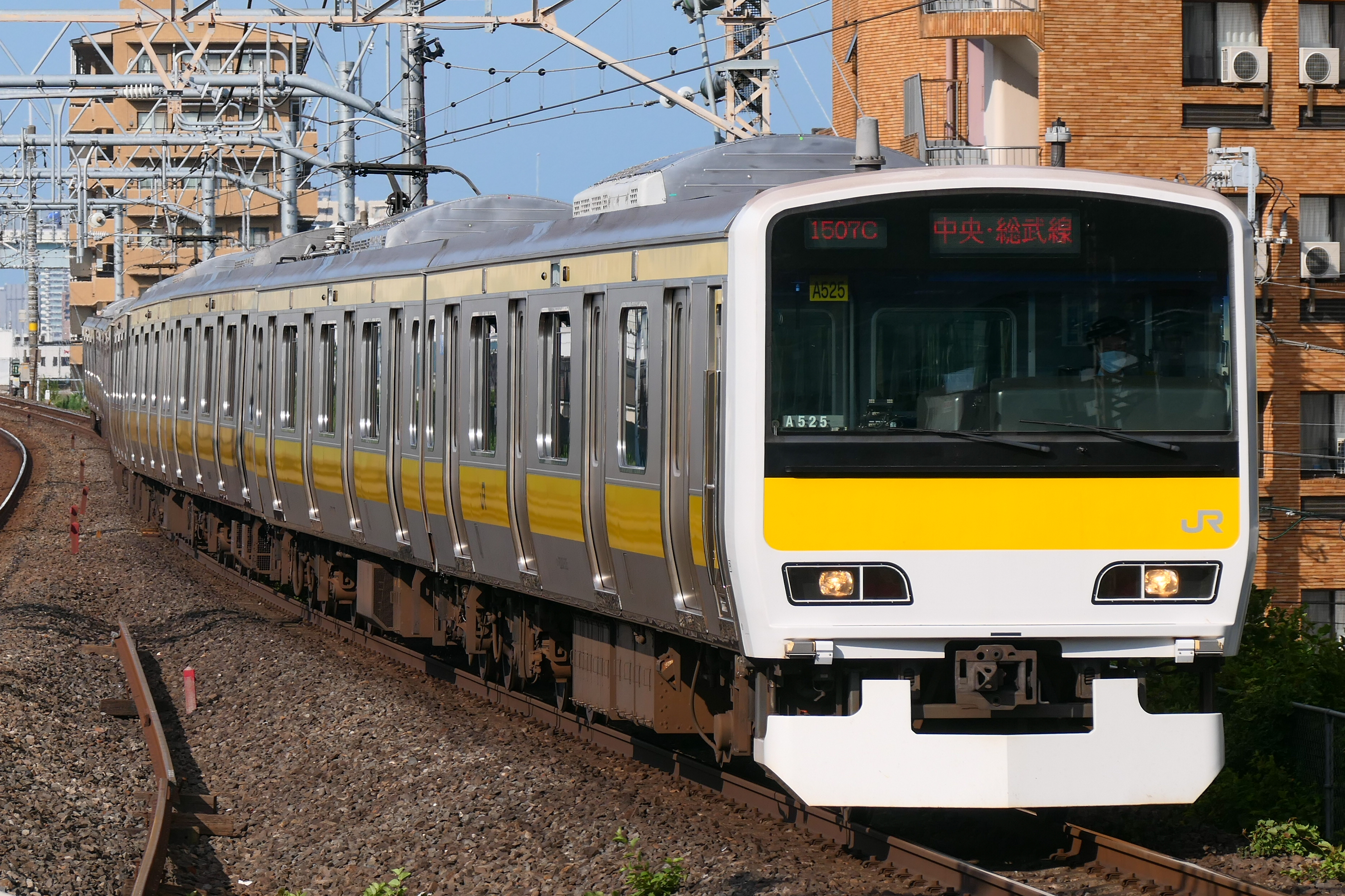
E231系500番台

退役車輛（舊性能電車除外）
- 101系（日语：国鉄101系電車）（1963年－1988年）
- 103系（1979年－2001年）
- 201系（1982年－2002年）
  - 103系、201系部分車輛因在1988年12月5日的東中野站列車相撞事故（日语：東中野駅列車追突事故）中損毀而報廢。
- 205系（1989年－2002年）
- 209系500番台（1998年12月29日－2019年4月19日[21]，編組編號：501－512）

### 直通東西線的列车
在中央・总武缓行线上，它们在中野站 - 三鹰站之间以及津田沼站 - 西船桥站之间运行（仅限工作日的早晨和傍晚）。由于安保装置的不兼容，东叶高速铁道所属的车辆不会进入该线路。
- 東日本旅客鐵道所屬
  - E231系800番台（全數配屬於三鷹車輛中心）（2003年5月1日－）
    - 它由浅蓝色和蓝色（■■）两条色带涂装，与东西线的线路颜色一致。
- 東京地下鐵所屬
  - 05系（1988年－）
  - 07系（2007年3月5日－）
  - 15000系（2010年5月7日 -）

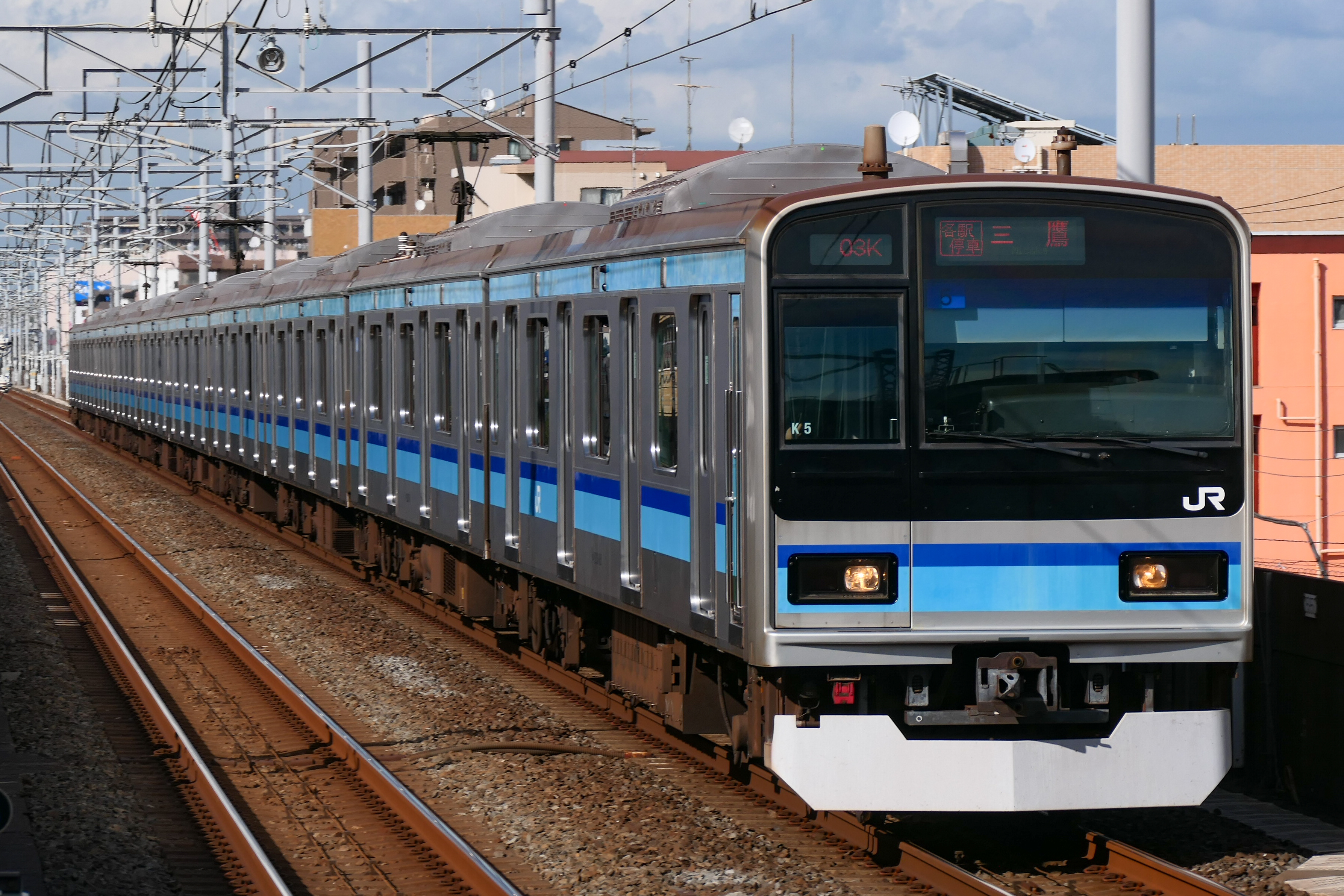
E231系800番台
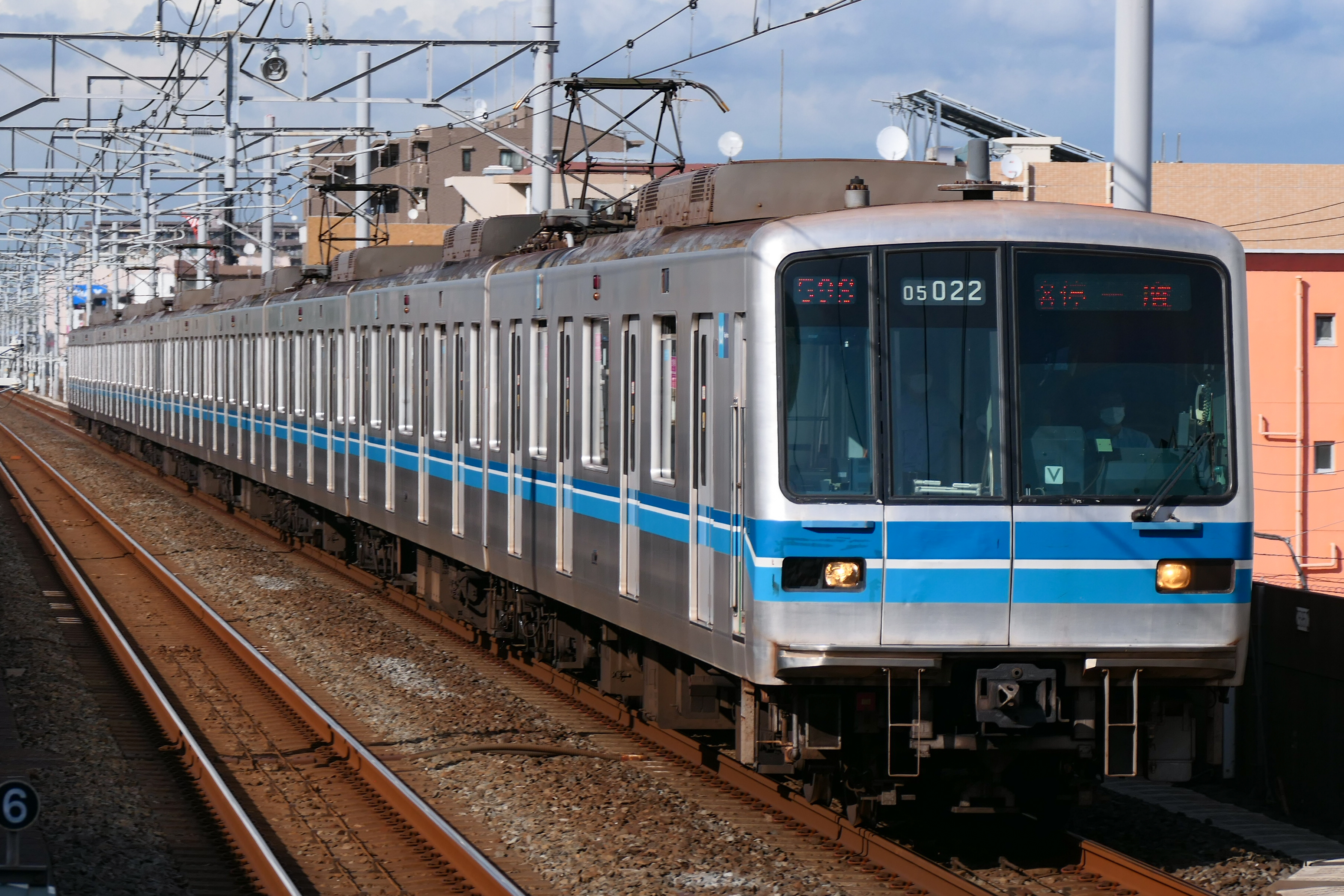
東京地铁05系
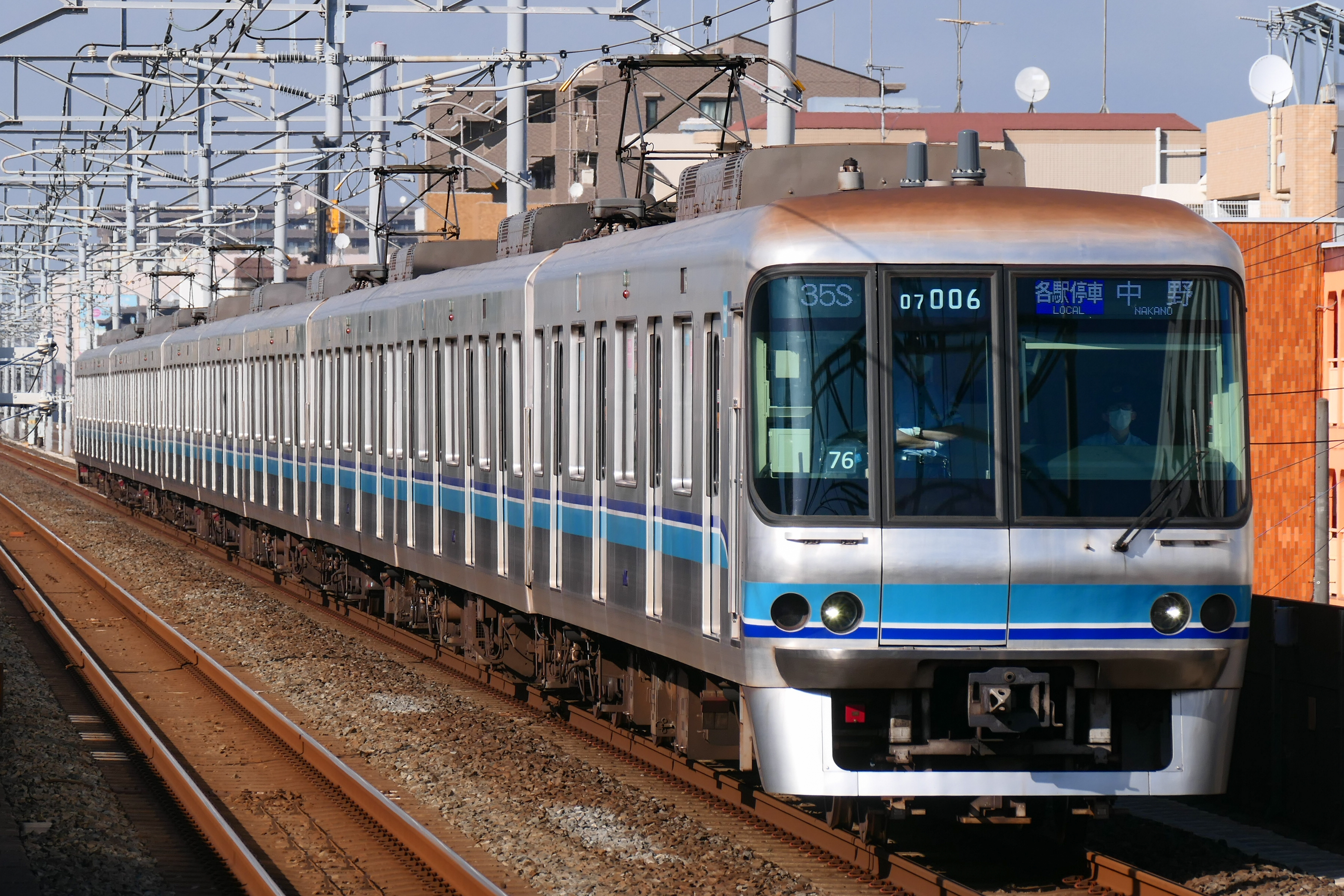
東京地铁07系
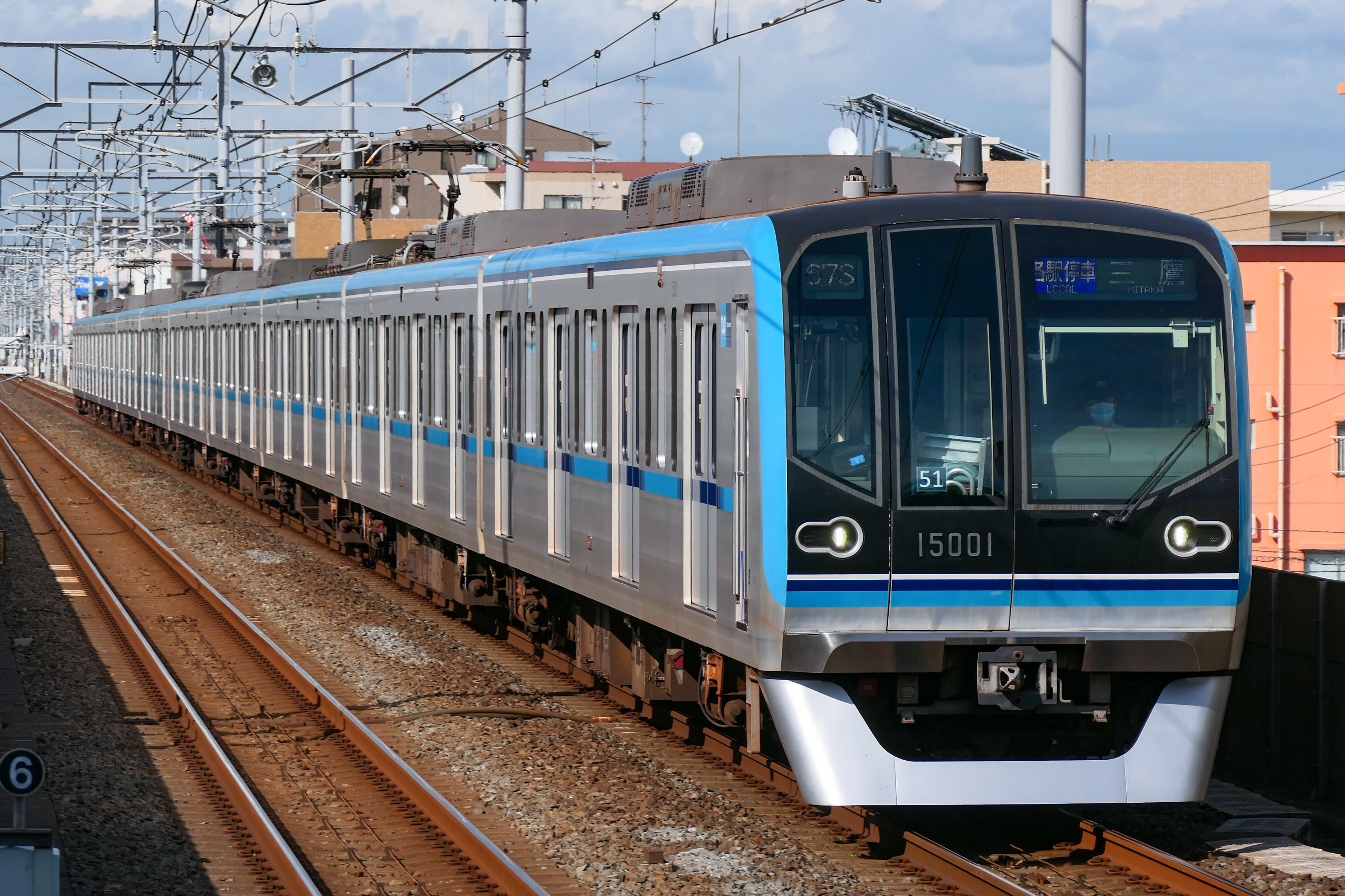
東京地铁15000系

退役車輛
- 301系（1966年－2003年6月10日）
- 103系1000、1200番台（1971年－2003年）
- 5000系（日语：営団5000系電車）（1966年－2007年3月17日）
- 8000系（1987年－1989年）
  - 原半藏門線用列車，在05系投入服務前被抽調至此線，1989年轉回半藏門線繼續服務。

但因為車內裝設的保安裝置不同，故也與東京地下鐵東西線相互直通運轉的京葉高速線列車不能駛進中央·總武緩行線。

### 其他
清晨及深夜時，中央快速線的列車均會改為行駛各站停車班次。該安排於2020年3月14日起廢除。詳情請參閱中央快速線。
- 201系（1979年－2008年）
- E233系（2006年－）

## 女性專用車廂
中央·總武緩行線於2006年11月20日實行女性專用車廂制度，是JR東日本繼埼京線、中央線快速及常磐緩行線後，第四條實施女性專用車廂制度的路線。
中央·總武緩行線的女性專用車廂制度只適用於西行（往三鷹方向）列車：所有自早上7時20分（日本時間，UTC+9）至9時20分由錦糸町站開出的班次自列車起點站至御茶之水站均設有女性專用車廂。至於東行列車及西行中央本線路段均不設女性專用車廂。
至於總武緩行線與東西線直通的列車，均按東西線的安排而設有女性專用車廂制度。東西線初期全線實施女性車廂制度，現時則縮短為西船橋站至大手町站。